# Ivoites
Ivoites — викопний рід головоногих молюсків вимерлої родини Mimosphinctidae ряду Agoniatitida підкласу амоноідей, що існував в девонському періоді (409 млн років тому). Викопні рештки знайдені в Бельгії, Німеччині та Чехії.

## Види
- Ivoites hunsrueckianus Erben 1960 (син. Anetoceras hunsrueckianum)
- Ivoites opitzi De Baets et al. 2013
- Ivoites schindewolfi De Baets et al. 2013